# مارك بيرس
مارك بيرس (بالإنجليزية: Mark Peers)‏ هو لاعب كرة قدم بريطاني في مركز الوسط، ولد في 14 مايو 1984 في سانت هلنز في المملكة المتحدة. لعب مع أشتون يونايتد وريث روفرز وفليتوود تاون وكانتربيري يونايتد ونادي ساوثبورت ونادي ليفربول ونادي ويتون ألبيون ونورثويتش فيكتوريا.

## وصلات خارجية
- مارك بيرس على موقع قاعدة بيانات كرة القدم.إي يو (الإنجليزية)
- مارك بيرس على موقع Soccerbase.com (لاعب) (الإنجليزية)